# بليموث رايدرز
بليموث رايدرز (بالإنجليزية: Plymouth Raiders)‏ هو فريق كرة سلة إنجليزي تأسس في سنة 1983 يقع في بليموث. يلعب في دوري كرة السلة البريطاني. يدربه حاليا اللاعب الأسترالي داريل كورليتو الذي هو لاعب ومدرب للفريق في نفس الوقت.

## وصلات خارجية
- الموقع الرسمي